# Skydning under sommer-OL 2012
Skydning under sommer-OL 2012 fandt sted på Royal Artillery Barracks i Woolwich fra 28. juli til 6. august 2012. Der blev skudt i femten øvelser, ni for mænd og seks for kvinder.

## Medaljer samlet
| Skydning under sommer-OL 2012 | Skydning under sommer-OL 2012 | Skydning under sommer-OL 2012 | Skydning under sommer-OL 2012 | Skydning under sommer-OL 2012 | Skydning under sommer-OL 2012 |
| ----------------------------- | ----------------------------- | ----------------------------- | ----------------------------- | ----------------------------- | ----------------------------- |
| Plass                         | Land                          | Guld                          | Sølv                          | Bronze                        | totalt                        |
| 1.                            | Sydkorea                      | 3                             | 2                             | 0                             | 5                             |
| 2.                            | USA                           | 3                             | 0                             | 1                             | 4                             |
| 3.                            | Italien                       | 2                             | 3                             | 0                             | 5                             |
| 4.                            | Folkerepublikken Kina         | 2                             | 2                             | 3                             | 7                             |
| 5.                            | Kroatien                      | 1                             | 0                             | 0                             | 1                             |
| 5.                            | Cuba                          | 1                             | 0                             | 0                             | 1                             |
| 5.                            | Hviderusland                  | 1                             | 0                             | 0                             | 1                             |
| 5.                            | Storbritannien                | 1                             | 0                             | 0                             | 1                             |
| 5.                            | Rumænien                      | 1                             | 0                             | 0                             | 1                             |
| 10.                           | Frankrig                      | 0                             | 1                             | 1                             | 2                             |
| 10.                           | Slovakiet                     | 0                             | 1                             | 1                             | 2                             |
| 10.                           | Serbien                       | 0                             | 1                             | 1                             | 2                             |
| 10.                           | Indien                        | 0                             | 1                             | 1                             | 2                             |
| 14.                           | Belgien                       | 0                             | 1                             | 0                             | 1                             |
| 14.                           | Sverige                       | 0                             | 1                             | 0                             | 1                             |
| 14.                           | Danmark                       | 0                             | 1                             | 0                             | 1                             |
| 14.                           | Polen                         | 0                             | 1                             | 0                             | 1                             |
| 18.                           | Ukraine                       | 0                             | 0                             | 2                             | 2                             |
| 19.                           | Kuwait                        | 0                             | 0                             | 1                             | 1                             |
| 19.                           | Tjekkiet                      | 0                             | 0                             | 1                             | 1                             |
| 19.                           | Slovenien                     | 0                             | 0                             | 1                             | 1                             |
| 19.                           | Rusland                       | 0                             | 0                             | 1                             | 1                             |
| 19.                           | Indien                        | 0                             | 0                             | 1                             | 1                             |
| 19.                           | Qatar                         | 0                             | 0                             | 1                             | 1                             |
|                               | Total                         | 15                            | 15                            | 15                            | 45                            |

## Medaljer

### Mænd
| Øvelse:               | Guld:                     | Sølv:                   | Bronze:                 |
| 10 m luftpistol       | Jin Jong-oh · KOR         | Luca Tesconi · ITA      | Andrija Zlatić · SRB    |
| 25 m Silhuetpistol    | Leuris Pupo · CUB         | Vijay Kumar · IND       | Ding Feng · CHN         |
| 50 m pistol           | Jin Jong-oh · KOR         | Choi Young-Rae · KOR    | Wang Zhiwei · CHN       |
| 10 m luftriffel       | Alin Moldoveanu · ROU     | Niccolo Campriani · ITA | Gagan Narang · IND      |
| 50 m riffel, liggende | Sergej Martinov · BLR     | Lionel Cox · BEL        | Rajmond Debevec · SLO   |
| 50 m riffel, helmatch | Niccolo Campriani · ITA   | Kim Jong-Hyun · KOR     | Matthew Emmons · USA    |
| Trap                  | Giovanni Cernogoraz · CRO | Massimo Fabbrizi · ITA  | Fehaid Aldeehani · KUW  |
| Dobbelt trap          | Peter Wilson · GBR        | Håkan Dahlby · SWE      | Vasily Mosin · RUS      |
| Skeet                 | Vincent Hancock · USA     | Anders Golding · DEN    | Nasser Al-Attiyah · QAT |

### Kvinder
| Øvelse:               | Guld:                 | Sølv:                        | Bronze:                    |
| 10 m luftpistol       | Guo Wenjun · Kina     | Céline Goberville · Frankrig | Olena Kostevytsj · Ukraine |
| 10 m luftriffel       | Yi Siling · Kina      | Sylwia Bogacka · POL         | Yu Dan · Kina              |
| 25 m pistol           | Kim Jang-Mi · KOR     | Chen Ying · Kina             | Olena Kostevytsj · UKR     |
| 50 m riffel, helmatch | Jamie Lynn Gray · USA | Ivana Maksimović · SRB       | Adéla Sýkorová · CZE       |
| Trap                  | Jessica Rossi · ITA   | Zuzana Štefečeková · SVK     | Delphine Reau · FRA        |
| Skeet                 | Kim Rhode · USA       | Wei Ning · CHN               | Danka Barteková · SVK      |

51°29′12″N 0°03′37″Ø / 51.48667°N 0.06028°Ø